# Phaea maryannae
Phaea maryannae là một loài bọ cánh cứng trong họ Cerambycidae.